# Artabotrys pilosus
Artabotrys pilosus är en kirimojaväxtart som beskrevs av Elmer Drew Merrill och Woon Young Chun. Artabotrys pilosus ingår i släktet Artabotrys och familjen kirimojaväxter. Inga underarter finns listade i Catalogue of Life.